# Auberives-sur-Varèze
Auberives-sur-Varèze is een gemeente in het Franse departement Isère (regio Auvergne-Rhône-Alpes) en telt 1350 inwoners (2004). De plaats maakt deel uit van het arrondissement Vienne.

## Geografie
De oppervlakte van Auberives-sur-Varèze bedraagt 7,1 km², de bevolkingsdichtheid is 190,1 inwoners per km².
De onderstaande kaart toont de ligging van Auberives-sur-Varèze met de belangrijkste infrastructuur en aangrenzende gemeenten.

## Demografie
Onderstaande figuur toont het verloop van het inwonertal (bron: INSEE-tellingen).